# Чачапояс
Чачапояс (исп. Chachapoyas) — город на севере Перу, на высоте 2235 метров над уровнем моря, административный центр региона Амасонас. Население города составляет чуть более 30 тысяч человек на 2017 год (в 2007 году здесь проживало 23 тысячи, прирост за 10 лет составил 38 %). Город расположен в горах вдали от побережья и значительно изолирован от других регионов Перу. Ежедневно ходит автобус в города Чиклайо и Кахамарка. Несмотря на наличие местного аэропорта, количество рейсов невелико.
Город основал 5 сентября 1538 году испанский конкистадор Алонсо де Альварадо «и его двадцатка». Основу экономики города составляет сельское хозяйство: выращивание сахарного тростника, орхидей и кофе.
В окрестностях города обнаружено большое количество археологических памятников инкского и доинкского периодов; по имени города названа археологическая культура Чачапойя.
В окрестностях находится водопад Гокта.